# Kees Boeke
Cornelis Boeke (født 25. september 1884, død 3. juli 1966) studerede på University of London. Kees Boeke var som kvæker med til at danne organisationen War Resisters' International, som efter 2. verdenskrig har været hovedkvarter for den pacifistiske antimilitarisme.